# Stotel
Stotel is een dorp en voormalige gemeente in het Landkreis Cuxhaven in de deelstaat Nedersaksen. Het dorp ging in 1974 met een aantal omliggende dorpen op in de eenheidsgemeente Loxstedt.
Tot de Ortschaft Stotel behoort het oude dorp Stotel, en daarnaast enige, ten dele niet aangrenzende, buurtschappen:
- Hohes Feld
- Karfacker
- Langendammsmoor
- Sandberg am Stoteler Moor
- Sandkuhle.

Het zuiden van Stotel grenst aan de gemeente Hagen im Bremischen.
Door de gemeente Loxstedt loopt de Autobahn A 27. Bij Stotel ligt afrit 10 van deze autosnelweg. Hier kan men de Bundesstraße 437 nemen, die westwaarts door de Wesertunnel loopt. In de toekomst moet er bij Stotel een knooppunt komen met de aan te leggen Autobahn A 20 richting Oldenburg en Oost-Friesland.

## Geschiedenis

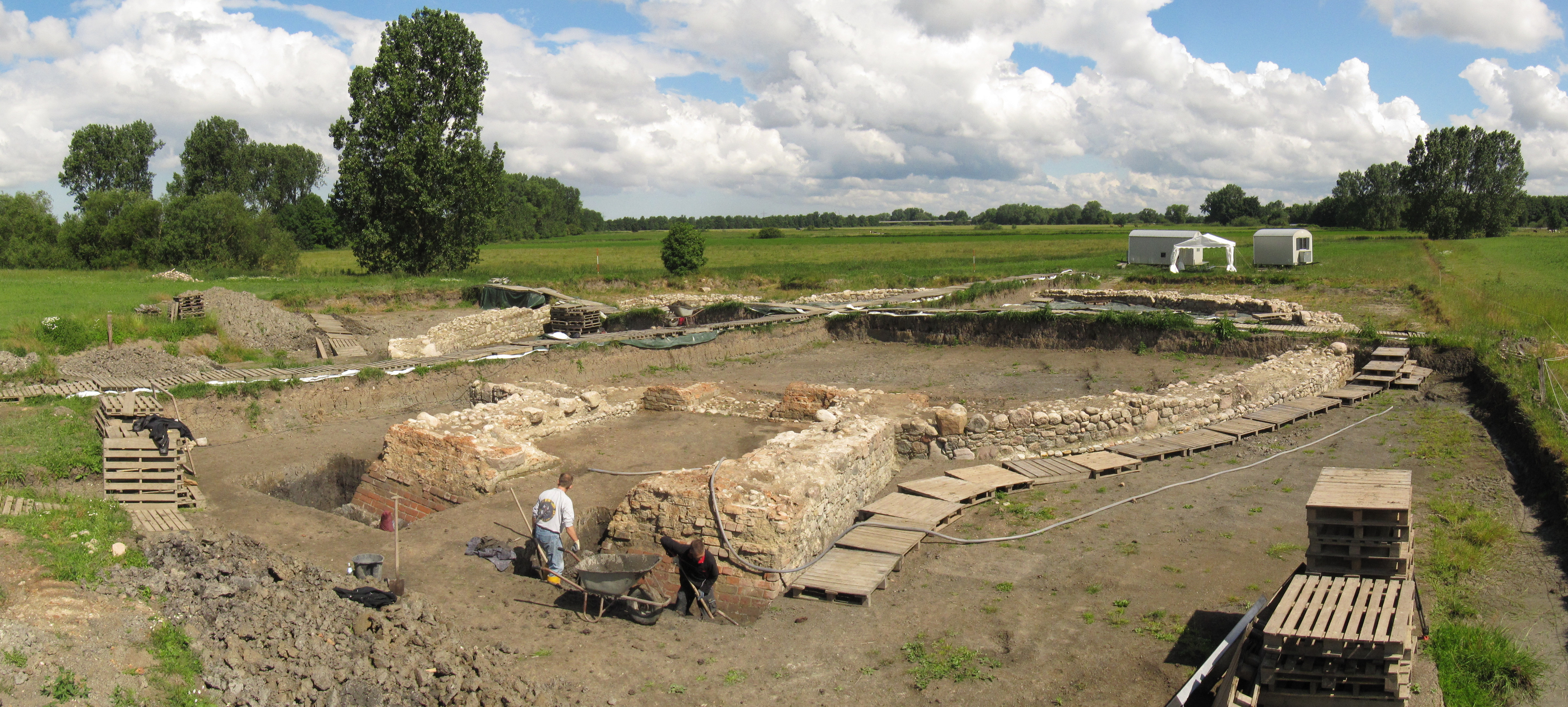
Opgraving kasteelruïne te Stotel (2009)

Het dorp wordt voor het eerst genoemd in een oorkonde uit 1105, waarvan de echtheid niet vaststaat. Wel zeker is, dat vanaf de tweede helft van de 12e eeuw tot 1350 er een Graafschap Stotel bestond. De graven van Stotel hebben in een kasteel geresideerd, waarvan de ruïne in 2006 is teruggevonden. 
Van 1911 tot 1964 had Stotel een station aan de spoorlijn Bremen-Farge - Bremerhaven-Wulsdorf Süd. Deze spoorlijn is nadien opgebroken.

## Bezienswaardigheden, toerisme
De dorpskerk (St. Margaretha; gewijd aan Margaretha van Antiochië) dateert uit het begin van de dertiende eeuw; sedert de Reformatie in de 16e eeuw is deze evangelisch-luthers. Het interieur dateert uit de periode 1400-1900.

## Afbeeldingen

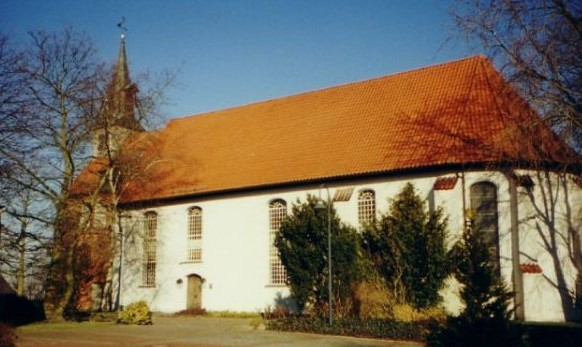
Dorpskerk (St. Margaretha)
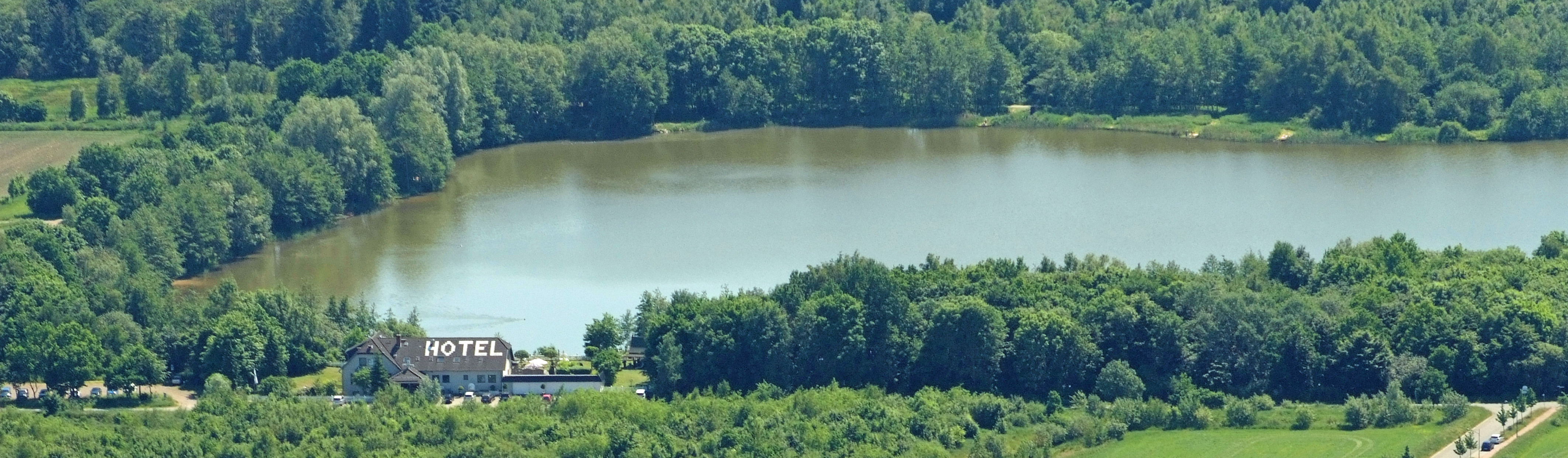
Recreatieplas  Stoteler See
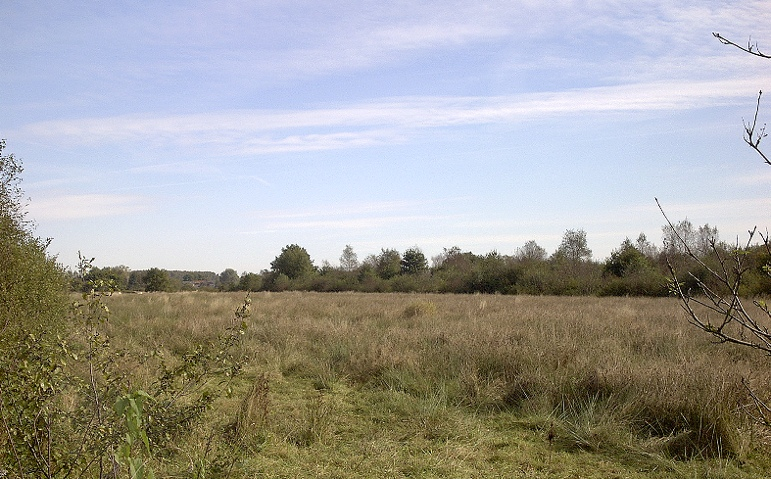
Veen- en heidegebied Stoteler Moor

## Moderne ruïne

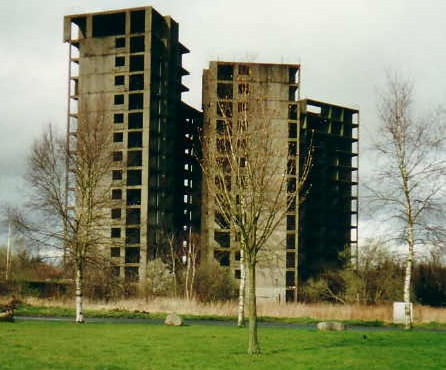

In de jaren zeventig van de twintigste eeuw werd in het dorp een hoogbouwproject uitgevoerd dat echter nooit werd afgebouwd. Een flatgebouw van 15 verdiepingen kwam in ruwbouw gereed, waarna het jarenlang als moderne ruïne het dorpsbeeld bepaalde. Na een jarenlange juridische strijd werd het gebouw uiteindelijk in 2001 weer afgebroken. In de plaats ervan werd een wijk met eengezinswoningen gebouwd, met een sportveld.
- Gemeinsame Normdatei: 1150813318
- Virtual International Authority File: 3839151656318408400003